# Râul Mătăoana
Râul Mătăoana este un afluent al râului Moieciul Cald. 

## Hărți
- Harta județului Brașov